# Zavodoukovsk
Zavodoukovsk (rusky Заводоуко́вск) je město v Ťumeňské oblasti v Ruské federaci. Při sčítání lidu v roce 2010 měl přes pětadvacet tisíc obyvatel.

## Poloha a doprava
Zavodoukovsk leží na Uku, přítoku Tobolu v povodí Irtyše. Od Ťumeně je vzdálen přibližně sto kilometrů jihovýchodně. Bližší větší město je Jalutorovsk přibližně dvacet kilometrů severozápadně.
Přes město prochází Transsibiřská magistrála.

## Dějiny
První zmínka je z roku 1729, kdy se jednalo o vesnici s jménem Ukovskaja (Уковская) odvozeným od jména řeky. V roce 1787 došlo k přejmenování na Zavodoukovskoje (Заводоуковское), kde zavod odkazoval k zdejšímu lihovaru, prvnímu průmyslovému podniku v oblasti.
V roce 1960 došlo k povýšení na město a přejmenování na Zavodoukovsk.

### Rodáci
- Fjodor Nikanorovič Muchin (1878–1919), revolucionář
- Anastasija Gennadijevna Zagorujková (* 1988), biatlonistka